# Francis Mossman
Francis Anthony Mossman (Auckland; 14 de abril de 1988-Sídney; 14 de agosto de 2021) fue un modelo y actor neozelandés radicado en Australia.

## Biografía
Francis Mossman nació el 14 de abril de 1988, en Auckland (Nueva Zelanda), hijo de Reginald Mossman y Maria Abad, de origen filipino. Tenía dos hermanos, Jeremy y Laurence Mossman, este último también actor.
Descubrió su vocación por la actuación en obras de la escuela secundaria, lo que lo llevó a obtener una Licenciatura en Artes, con doble especialización en 'Drama' y 'Estudios de Cine, Televisión y Medios' en la Universidad de Auckland. Obtuvo además un Diploma de Postgrado en Artes y una Maestría en Artes, ambos en 'Estudios de Cine, Televisión y Medios de Comunicación'. Simultáneamente con estos estudios, exploró su oficio en la clase magistral de técnica Meisner impartida por uno de los estudiantes originales de Sanford Meisner, Michael Saccente.
Mossman fue estrella invitada en la serie infantil de Nueva Zelanda Amazing Extraordinary Friends, y en el serial televisivo Shortland Street. En 2011, Francis interpretó al personaje "Vitus" en tres episodios de la serie estadounidense, Spartacus: Vengeance.
En 2012, emigró a Sídney, Australia. Interpretó a Stevie Hughes en la serie web de temática gay australiana The Horizon, escrita y dirigida por Boaz Stark. En 2015, The Horizon se convirtió en una serie de televisión y fue dirigida por Stephan Elliott, conocido por dirigir Las aventuras de Priscilla, reina del desierto de 1994. Mossman también apareció en el largometraje australiano de 2015 Ruben Guthrie, dirigido por Brendan Cowell.

## Fallecimiento
Francis Mossman falleció el 14 de agosto de 2021. Si bien inicialmente no fueron dadas a conocer las causas, días después su propia familia comunicó que el suicidio habría sido el motivo de su muerte, ocurrida a la edad de treinta y tres años. Entre las personas que asistieron a su funeral se encontraba Lachlan, su novio.

## Filmografía

### Televisión
- Shortland Street (2006) – Taylor
- Amazing Extraordinary Friends (2006) – Nigel
- Spartacus: Vengeance (2012) – Vitus
- The Horizon (2013 - 2017) – Stevie Hughes

### Filmes
- Ruben Guthrie (2015) – Lorenzo Oil
- Pig Boy (2017) (corto) – Dylan
- Dis-Connect (2020) (corto) – Luke